# Heribert Oel
Heribert Joseph Oel (* 14. Mai 1925 in Rüthen-Drewer; † 26. Juni 2006) war ein deutscher Werkstoffwissenschaftler.

## Leben
Oel studierte Physik, Mathematik und Chemie an der Georg-August-Universität Göttingen. 1954 wurde er mit einer Arbeit aus der Elektrochemie promoviert. Nach einer Assistenz am Institut für Physikalische Chemie der Universität Göttingen (1954–1958) war er ab 1959 wissenschaftlicher Mitarbeiter und Abteilungsleiter am Max-Planck-Institut für Silikatforschung in Würzburg. Dort habilitierte er sich 1964 mit der Schrift Bestimmung der Größenverteilung von Teilchen, Kristalliten und Poren.
1968 erhielt er einen Ruf als ordentlicher Professor auf den zuvor neu gegründeten Lehrstuhl für Glas und Keramik der Friedrich-Alexander-Universität Erlangen-Nürnberg. 1970/1971 war er Dekan der Technischen Fakultät sowie Mitglied des Senats und Baubeauftragter der Universität. 1993 wurde er emeritiert.
Seine wissenschaftlichen Schwerpunkte lagen auf der Elektrochemie, Elektrokeramik, oxidische Sonderkeramik, Roh- und Baustoffe, Festigkeit von Glas und Keramik, Geschirr-, Zier- und Baukeramik, Qualitätssicherung sowie Glasentwicklung und Glasveredelung.
Oel hat in seiner Professorenkarriere rund 270 Diplom-Ingenieure der Fachrichtung Glas und Keramik ausgebildet sowie 120 Doktorarbeiten betreut.
Heribert Oel war langjähriges Vorstandsmitglied der Deutschen Glastechnischen Gesellschaft und der Deutschen Keramischen Gesellschaft und später Ehrenmitglied. Er wurde mit der Ehrendoktorwürde der Alfred University in New York, der Université Rennes sowie der Universität Lettland in Riga ausgezeichnet.

## Werke
- Denbigh, Kenneth George, Heribert Joseph Oel, and Kenneth George Denbigh. 1959. Prinzipien des chemischen Gleichgewichts Eine Thermodynamik f. Chemiker u. Chemie-Ingenieure.
- Oel, Heribert Joseph. 1964. Bestimmung der Größenverteilung von Teilchen, Kristalliten und Poren. Würzburg, Naturwiss. F., Hab.Schr. v. 11. Nov. 1964
- Oel, Heribert Joseph, Gerhard Tomandl. 1983. Das Sintern in der Keramik. Erlangen: Inst. für Werkstoffwiss. III.